# Dragutin Maslać
Dragutin Maslać (v srbské cyrilici Драгутин Маслаћ; 18. června 1875, Papratište, Srbsko – 1937, Bělehrad, Království Jugoslávie) byl srbský a jugoslávský architekt. Jeho stavby vznikaly na Balkáně především na začátku 1. poloviny 20. století.
Maslać studoval v Užici a v Bělehradě, kde svá studia dokončil v roce 1900. Poté odešel na stáž do Mnichova. Účastnil se druhé balkánské války a první světové války jako voják. Maslać pracoval jako projektant v srbském Ministerstvu výstavby. Stejnou pozici zastával také i v soukromém úřadu. Stal se jedním ze zakládajících členů Sdružení srbských stavitelů a architektů a Klubu architektů.

## Dílo
Mezi stavby, které navrhl patří například:
- Obecní úřad a budova soudu v Prokuplje, (1909–1911)
- Projekt budovy obecního úřadu a soudu v Užici, (1910)
- Budova gymnázia v Čačaku (1912–1926)
- Projekt Cvetného náměstí v Bělehradě (1910–1911)
- Památník obětem na ostrově Vid, (1916)
- Ninčićův palác[1] na Obilićevě venci (1920)
- Dům Damjanovićů na náměstí Slavija v Bělehradě (1927)
- Ristiḱův palác ve Skopje, 1927)
- Zámek na Hisaru (1929)